# George A. Jenks

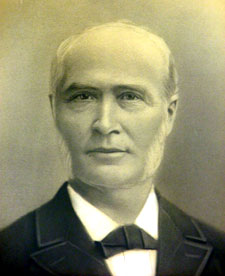
George A. Jenks

George Augustus Jenks (* 25. März 1836 in Punxsutawney, Pennsylvania; † 10. Februar 1908 in Brookville, Pennsylvania) war ein US-amerikanischer Jurist und Politiker (Demokratische Partei), der von 1886 bis 1889 als United States Solicitor General amtierte.
George Jenks machte 1858 seinen Abschluss am Jefferson College in Canonsburg. Danach studierte er die Rechtswissenschaften, wurde in die Anwaltskammer aufgenommen und begann in Brookville als Jurist zu praktizieren, ehe er eine politische Laufbahn einschlug. Von 1875 bis 1877 gehörte er als Vertreter des 25. Kongresswahlbezirks von Pennsylvania dem US-Repräsentantenhaus an. In dieser Zeit führte er den Vorsitz im Ausschuss für Invalidenrenten und war am erfolgreichen Amtsenthebungsverfahren gegen Kriegsminister William W. Belknap beteiligt.
Nach seiner Zeit im Kongress konzentrierte sich Jenks zunächst wieder auf seine juristische Tätigkeit. Seine Kandidatur für einen Sitz am Obersten Gerichtshof von Pennsylvania schlug 1880 jedoch fehl. Von 1885 bis 1886 war er stellvertretender US-Innenminister, ehe er 1886 das Amt des Solicitor General übernahm. Er blieb oberster Bevollmächtigter der Bundesregierung vor Gericht bis 1889. Danach scheiterten Kandidaturen als Gouverneur von Pennsylvania 1898 und als US-Senator im Jahr darauf.